# Mark Saul
Mark Adam Saul, född 20 juni 1985 i Los Angeles, är en amerikansk skådespelare. Han är mest känd för att ha varit programledare för serien All that 1998-2000.